# Cochran (Georgia)
Cochran város az USA Georgia államában. Lakosainak száma 5026 fő (2020. április 1.).

## Népesség
A település népességének változása:

| 2010 | 5 150 |
| 2020 | 5 026 |